# Stara Wieś (powiat rawski)
Stara Wieś – wieś w Polsce położona w województwie łódzkim, w powiecie rawskim, w gminie Biała Rawska.
Wieś wymieniana w 1579 r. jako Prziluski Starawieś. 
Na terenie wsi działa OSP Stara Wieś. Działa tu Szkoła Podstawowa im. Marii Konopnickiej.
Do 1954 roku istniała gmina Stara Wieś. W latach 1975–1998 miejscowość należała administracyjnie do województwa skierniewickiego.

## Zabytki
Według rejestru zabytków Narodowego Instytutu Dziedzictwa na listę zabytków wpisany jest obiekt:
- spichrz dworski, drewniany, 2 poł. XVIII w., nr rej.: 484-11-25 z 16.05.1949 oraz 268 z 27.12.1967

Dwór w Starej Wsi został darowany przez króla Stanisława Augusta Poniatowskiego malarce, Annie Rajeckiej. W latach osiemdziesiątych XX w. budynek ten został rozebrany i przewieziony w nieznane miejsce. Na terenie starego folwarku stoją obecnie wyłącznie ruiny zabudowań gospodarskich.

## Urodzeni w Starej Wsi
- Helena Kirkorowa – polska aktorka teatralna teatrów w Wilnie i Krakowie, agentka i kurierka Rządu Narodowego podczas powstania styczniowego[4][5].